# コーワシステム
株式会社コーワシステム（コーワシステム）は、電話・通信の工事を請け負う情報通信建設会社である。

## 概要
- 会社設立：1993年（平成5年）8月
- 資本金：2,500万円
- 本社：東京都品川区南大井3-17番9号4F
- 代表取締役社長 ： 佐野 興里

## 事業所
- 本社 東京都品川区南大井3-17番9号4F
- 関西支店　大阪府大阪市東成区神路1丁目6番18号

## 主な建設事業
- モバイル部門
  - 携帯電話基地局建設の一貫施工工事（W-CDMA方式・デジタル方式）
  - マイクロ回線装置の設備工事及び、マイクロ無線用各種アンテナ設置工事
  - 衛星通信用アンテナ及び、無線装置設置工事
  - その他無線通信装置設備工事
  - 各種装置の単体及び、総合調整試験
  - 無線通信設備の設計、監理

- ネットワーク部門（伝送・交換部門）
  - 光ファイバ伝送設備工事
  - デジタルデータ伝送方式の伝送設備工事
  - 各種監視制御方式の設備工事
  - 伝送施設の設計、監理
  - デジタル交換機設備工事

- ネットワーク部門（電力部門）
  - 高圧及び、低圧受配電設備工事
  - 自家用発電設備工事
  - 蓄電池設備他各種電源設備工事
  - 高圧及び、低圧受配電設備の設計・監理及び試験・調整
  - 自家用発電設備の設計・監理及び試験・調整
  - 蓄電池設備他各種電源設備の設計・監理及び試験・調整

- 通信設備部門
  - 各種通信設備工事及び試験・調整

## 主な取引先
- コムシスモバイル株式会社
- サンワコムシスエンジニアリング株式会社
- 沖電気株式会社
- 日本コムシス関西支店
- 都築通信技術株式会社